# دورا باکویانیس
دورا باکویانیس (یونانی: Θεοδώρα "Ντόρα" Μπακογιάννη؛ زادهٔ ۶ مهٔ ۱۹۵۴) یک سیاست‌مدار اهل یونان است.
وی همچنین برنده جوایزی همچون لژیون دونور (شوالیه) شده است.